# 베스테르보르트

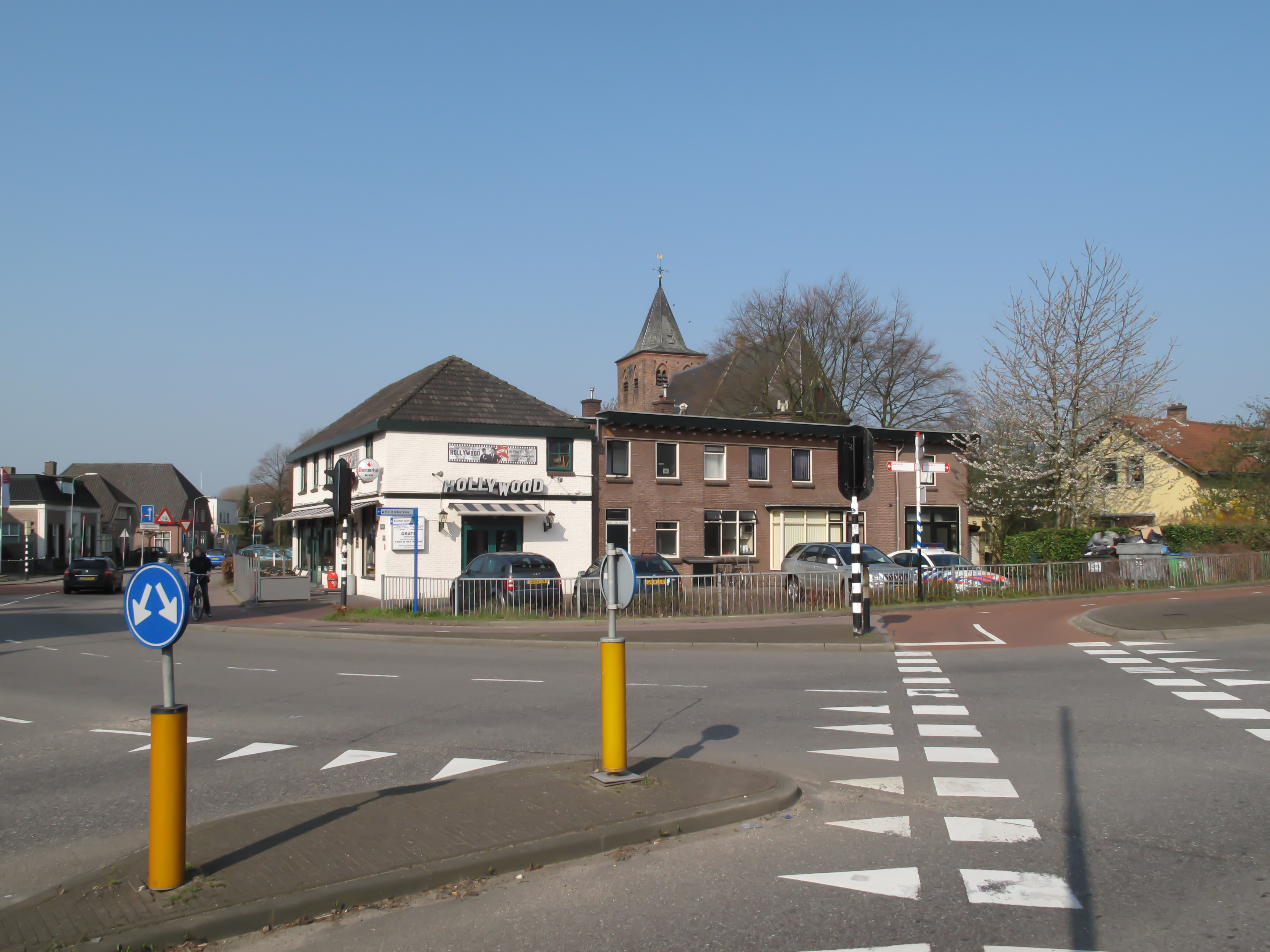
베스테르보르트

베스테르보르트의 위치

베스테르보르트(네덜란드어: Westervoort)는 네덜란드 동부 헬데를란트주의 도시로 면적은 7.84 km2, 높이는 11 m, 인구는 15,062명(2017년 8월 기준), 인구 밀도는 2,136명/km2이다.
라인강, 에이설강의 경계 지점에 위치하며 에이설강 동안과 접한다. 에이설강 서안에 위치한 도시인 아른험과 가까운 편이다.

시기
시 문장